# Gaspare Diziani
Gaspare Diziani (Belluno, 24 janvier 1689 - Venise, 17 août 1767) est un peintre italien rococo, actif au XVIIIe siècle.

## Biographie
Gaspare Diziani a été un élève de Gregorio Lazzarini s'est formé à l'école de Sebastiano Ricci.
Entre 1710 et 1720, il réalise une série de huit peintures dont une Marie-Madeleine pour l'Église Santo Stefano de Venise à Belluno et une Entrée à Jérusalem pour San Teodoro à Venise. Il peint également trois fresques de la Vie de sainte Hélène à la Scuola del Vin près de l'église San Silvestro.
Il travaille dans sa jeunesse 1717 à 1720, à la cour du prince-électeur Auguste III de Saxe à Dresde, où il est un temps scénographe, à Munich, et à l'Opéra de Venise.
De 1726 à 1727, il se rend à Rome sur invitation du cardinal Ottoboni et peint en 1726 la décoration de l'église San Lorenzo in Damaso.
En 1728, il s'établit définitivement à Venise où il est en 1755, l'un des fondateurs de l'Académie de peinture et sculpture.
Son fils Antonio Diziani fut un peintre de vedute.
Jacopo Marieschi a été un de ses élèves.

## Œuvre
Ses œuvres comme les toiles pour la sacristie de l'Église Santo Stefano de Venise en 1733, révèlent un suiveur de Ricci, mais avec un coloris plus accentué. Sa mise en page violente et inhabituelle, rappelle ses activités de jeunesse comme scénographe.
La Sala dei Pastelli à Ca' Rezzonico possède une quadratura de Diziani représentant au plafond une fresque allégorique du Triomphe de la poésie (la Poésie, entouré par la Peinture, l'Architecture, la Musique et Sculpture).
Il a aussi réalisé de nombreux tableaux de petites dimensions (sujets mythologiques) et dessins.

### Date connue
- Marie-Madeleine (1710-1720), église Santo Stefano, Belluno.
- Entrée à Jérusalem (1710-1720), San Teodoro, Venise.
- Saint François en extase (1727), San Rocco, Belluno.
- L'Entrée d'Alexandre à Babylone (v. 1730), huile sur toile, 83 x 106 cm, musée des beaux-arts de Dijon, Dijon.
- L'Adoration des mages, 1733, huile sur toile, 280 × 520 cm, Église Santo Stefano de Venise[2]
- Martyre (1734-1735), cathédrale de Chioggia.
- Décoration à fresque, église San Bartolomeo (1750), Bergame.
- La Sagra di Santa Marta (1750-1755), Endymion et  Sélène (1750-1755), Vénus avec un anonyme (1740-1747), Enfant jouant avec un léopard,Ca' Rezzonico, Venise.
- Le Sacrifice d'Isaac (1750-1755), National Gallery of Art, Washington.
- Vierge à l'Enfant 1755 Église Santi Apostoli Venise

### Date non connue
Italie
- La Conversion de saint Paul, Basilique Sainte-Justine (Padoue)
- Vie de sainte Hélène (trois fresques), Scuola del Vin, Venise.
- Charité d'Angelo Paoli, église del Carmine, Venise.
- Diane, musée Correr, Venise.
- Le Triomphe de la poésie, Ca' Rezzonico, Venise.
- Putto avec trompette guerrière, Ca' Rezzonico, Venise.
- Jeune fille tenant des fleurs, Ca' Rezzonico, Venise.
- Œuvre(s) visible(s) dans l’Église dell'Angelo Raffaele de Venise.

La Sagra di Santa Marta Ca' Rezzonico
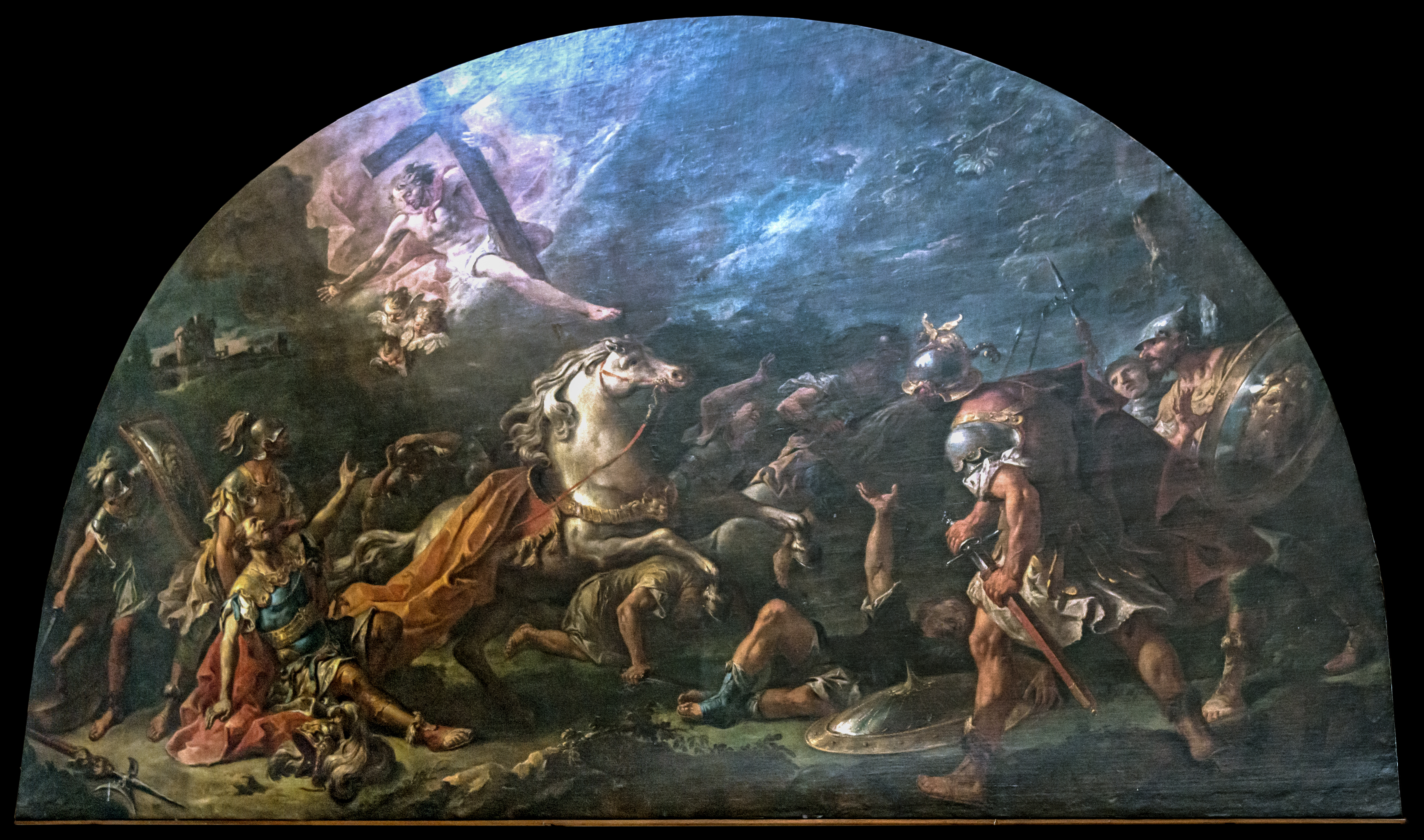
La conversion de saint Paul, Basilique Sainte-Justine (Padoue)
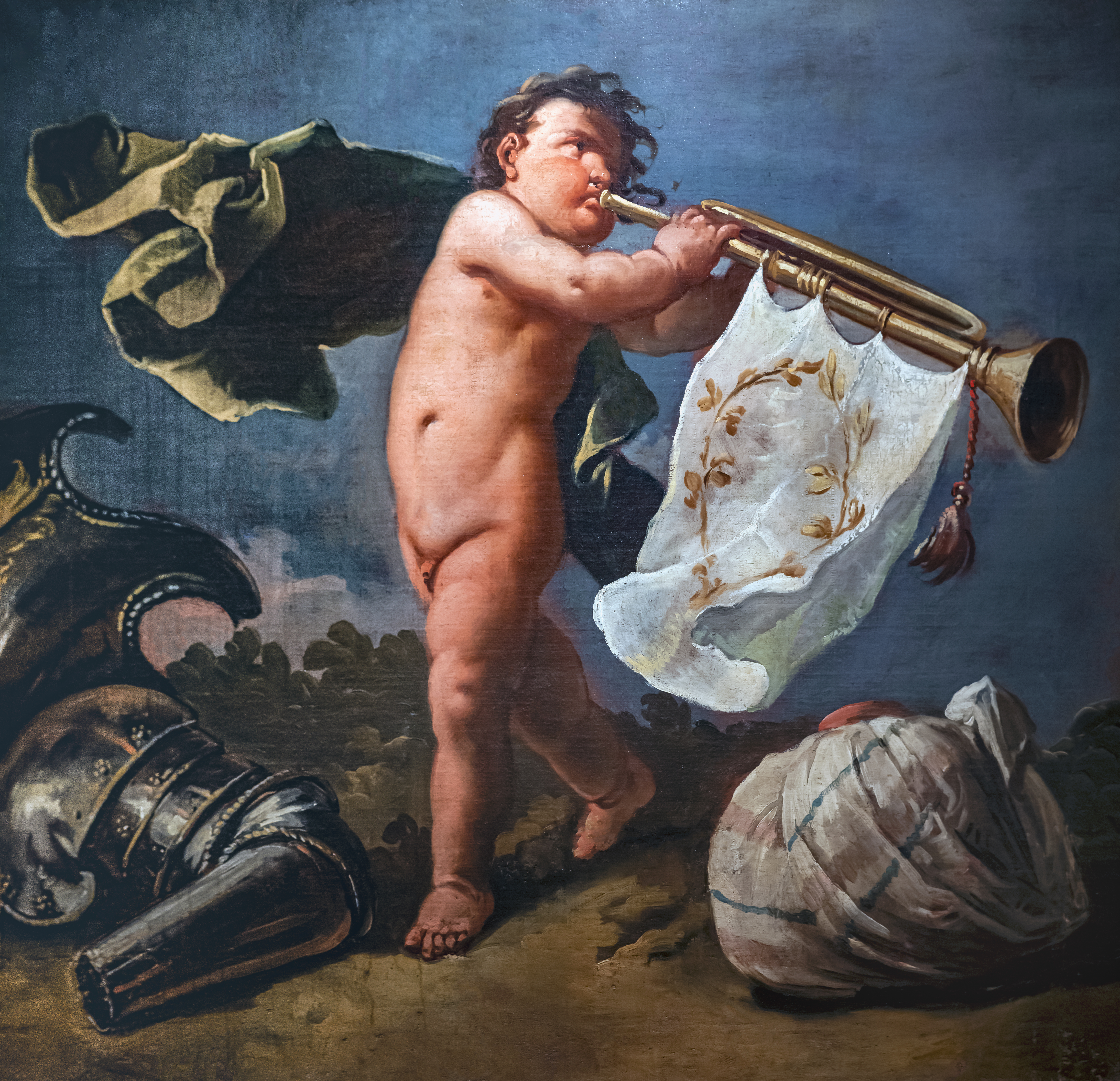
Putto avec trompette guerrière, Ca' Rezzonico, Venise.
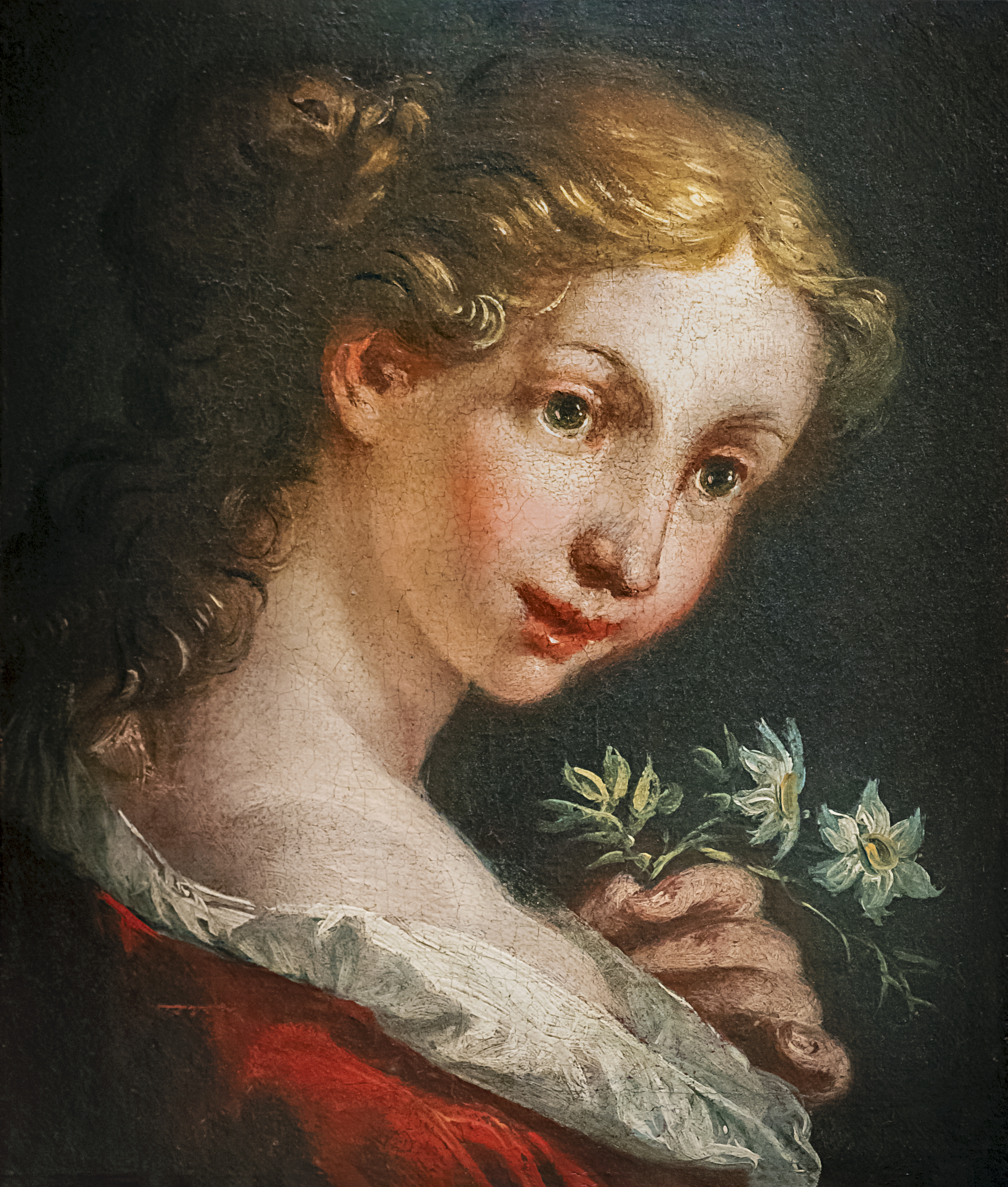
Jeune fille tenant des fleurs, Ca' Rezzonico, Venise.
Putti jouant avec un léopard Ca' Rezzonico, Venise.
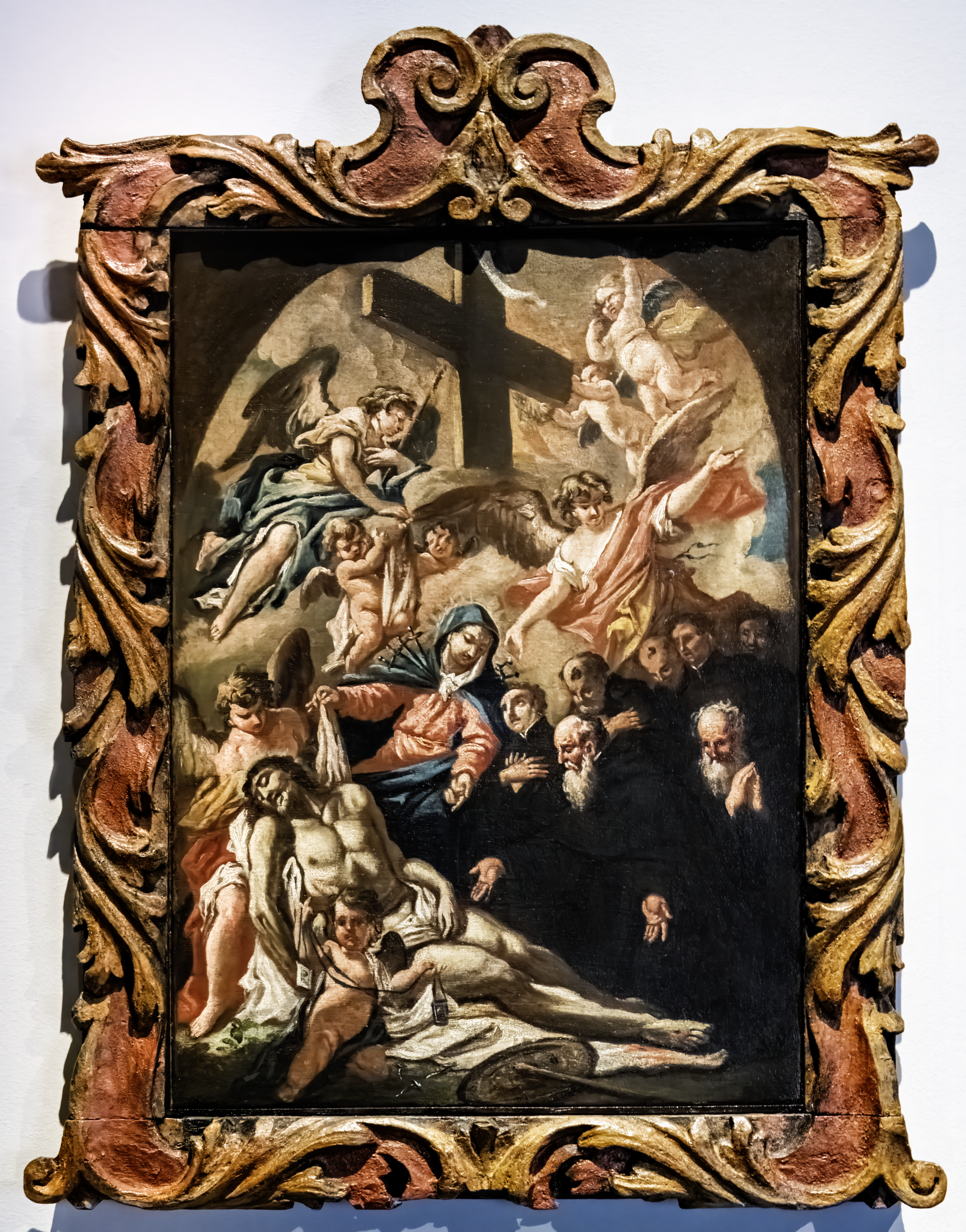
La Vierge présente le Christ mort aux Pères fondateurs de l'Ordre des Servites, Museo civico di Santa Caterina à Trévise

Reste du monde
- Antiochus et Stratonice, Bowes Museum, Comté de Durham, Royaume-Uni.
- Couple dans une forêt, Dallas Museum of Art, Texas.
- Les Dieux de l'Olympe, escalier du Jourdain, Musée de l'Ermitage, Saint-Pétersbourg, Russie.
- Saint Pierre et saint Paul poursuivant l'Hérésie, Musée eucharistique du Hiéron, Paray-le-Monial.
- Mucius Scævola, musée d'art et d'archéologie du Périgord, Périgueux.

## Sources
- (en) Cet article est partiellement ou en totalité issu de l’article de Wikipédia en anglais intitulé « Gaspare Diziani » (voir la liste des auteurs).